# Байкалов, Карл Карлович
Ка́рл Ка́рлович Байка́лов (настоящая фамилия Некунде, латыш. Nekunde, Kārlis) (2 января 1886 — 8 августа 1950) — советский военачальник, участник Гражданской войны и боевых действий в Монголии.

## Биография
Родился в 1886 году в Латвии в семье крестьянина-батрака. В 1906 году вступил в революционную борьбу, в связи с чем был выслан в Прибайкалье. С началом Гражданской войны создал отряд в составе своих пяти братьев. Со временем отряд значительно пополнился и вырос. Впоследствии отряд Байкалова влился в 5-ю Красную армию. В сентябре 1921 года под руководством Байкалова в Монголию был отправлен 22-й отряд особого назначения с целью разгрома белогвардейцев. Однако в конце сентября в Саруул-гун-хурэ в районе озера Толбо-Нуур на западе Монголии он вместе с Хас-Батором был окружён белогвардейскими генералами Бакичем, Казанцевым и Кайгородовым и, пока в октябре не пришли на помощь соединения МНА, оставался в осаде. В течение 44 суток красноармейцы, руководимые Байкаловым и Широких-Полянским, героически оборонялись и вышли победителями. За этот подвиг Президиум ВЦИК наградил Байкалова орденом Красного Знамени.
После гибели 6 марта 1922 года командующего войсками Якутской области и Северного края Каландаришвили на его должность был назначен Байкалов. Уже 24 апреля Байкалов прибыл в Якутск и принял участие в подавлении Якутского восстания. В апреле — марте 1923 года командовал борьбой с белогвардейским генералом Пепеляевым. За умелое руководство этими военными операциями Байкалов был награждён вторым орденом Красного Знамени и серебряным знаком ЯЦИК.
В июне 1923 года выехал из Якутска, после чего работал в Военном трибунале 5-й Красной армии и 19-го стрелкового корпуса. Во время Тунгусского восстания 1924—1925 годов был назначен председателем комиссии ЦК ВКП(б) по ликвидации мятежа. Затем работал в Комитете Севера при ВЦИК, исполнял обязанности секретаря Якутского обкома ВКП(б), был членом оперативной «тройки» по подавлению «Движения конфедералистов», в связи с чем лично арестовал лидера конфедералистов Ксенофонтова. Затем опять работал в Комитете Севера в Москве и Хабаровске. С 1932 по 1936 год занимал должность управляющего «Якутлестреста», после чего в течение года был председателем Воентрибунала внутренней охраны Якутской АССР.
7 сентября 1937 года Байкалов был арестован по обвинению в связи с военной троцкистской организацией, был осуждён на 10 лет (до 1947) лишения свободы по статьям 58-2, 58-10 ч.1, 56-11 УК РСФСР. В сентябре 1941 года срок заключения сократили до 5 лет (до 1946).
Байкалов скончался в августе 1950 года в Мегино-Кангаласском районе Якутской АССР. Похоронен в местности Улахан Сайылык Мегино-Кангаласского улуса. Реабилитирован посмертно в январе 1956 года.

## Семья
- Сын Байкалов Матвей Карлович — лётчик-испытатель.